# Kolová
Kolová település Csehországban, a Karlovy Vary-i járásban. Kolová Březová, Karlovy Vary, Pila és Stanovice településekkel határos. Lakosainak száma 913 fő (2024. január 1.).

## Népesség
A település lakosságának változását az alábbi diagram mutatja:
| Lakosok száma | 787  | 931  | 947  | 476  | 453  | 553  | 701  | 763  | 824  | 913  |
|               | 1869 | 1890 | 1921 | 1950 | 1980 | 2001 | 2017 | 2019 | 2022 | 2024 |